# مانوئل دوارت
مانوئل دوارت (پرتغالی: Manuel Duarte; ۲۹ مهٔ ۱۹۴۵ – ۲ سپتامبر ۲۰۲۲) بازیکن فوتبال اهل پرتغال بود.
از باشگاه‌هایی که در آن بازی کرده‌است می‌توان به باشگاه فوتبال لیتشوئس، باشگاه فوتبال آکادمیکا، و باشگاه فوتبال پورتو اشاره کرد.
وی همچنین در تیم ملی فوتبال پرتغال بازی کرده‌است.